# Louis-Casimir Teyssier
Loís-Casimir Teyssier (occità) o Louis-Casimir Teyssier (francès)— (Albi, 25 d'agost de 1821 - Albí, novembre del 1916) fou un militar i felibre occità.

## Orígens
Fill de Jean-Marie Teyssier, lloctinent d'infanteria, condecorat amb la legió d'honor francesa i amb la medalla de Sainte-Hélène, i de Cécile Mulequiès, entrà al 21è regiment de línia a Cherbourg i esdevingué caporal. En aquest mateix 21è de línia, obtingué tots els seus galons, de caporal a capità.

## Guerra de Crimea
Teyssier participà en la Guerra de Crimea com a lloctinent, i després com a capità. El 8 de setembre de 1855, fou ferit en l'assalt de Sebastopol d'un esclat de pedra al cap, d'una bala a la mà dreta, i d'una bola de canó a la cuixa dreta. Fou fet presoner de guerra i tornà de Crimea el 15 de desembre de 1855.

## Campanya d'Itàlia (1859)
Formant part del 98è regiment de línia, feu la campanya d'Itàlia a la batalla de Montebello el 1859. En aquesta batalla fou novament ferit per una bala que li travessà el pit.

## Comandant de la ciutadella de Bitche el 1870-1871
Passà posteriorment al 78è de línia com a cap de batalló, i després a l'estat major el 9 de juliol de 1870, com a comandant de la ciutadella de Bitche. Allà mostra la seva gran tenacitat i resistí el setge de la ciutadella de Bitche durant set mesos amb menys de 3.000 homes contra 20.000 prussians i bavaresos ben equipats, estacionats tot a l'entorn de la ciutat. Segons digué ell mateix, estava resolt a mantenir la seva posició «fins a la fi!». Només reté les armes quan li fou ordenat pel govern francès el març del 1871.

## Fi de carrera militar
Comandant de primera classe del lloc de Marsella el 19 de maig de 1871, Teyssier esperava acabar la carrera en aquesta ciutat i es preparà per a una instal·lació definitiva. Però fou nomenat, sense haver-li-ho consultat, comandant de primera classe al fort de Vincennes el 27 de maig de 1872.

## Retirada albigesa
Fatigat per una carrera militar molt dura, el coronel demanà i obtingué per decret del 14 d'octubre de 1880 la seva retirada per antiguitat de servei.
Acabà la vida a Albi (Llenguadoc), la seva ciutat natal, que després erigí una estàtua en honor seu. Esdevingué president de la Société des Arts et Belles-Lettres del Tarn i publicà el 1913 un recull de contes en occità (que anomena "llengua albigesa").

## Homenatge i distincions
- comandant de la Légion d'honor

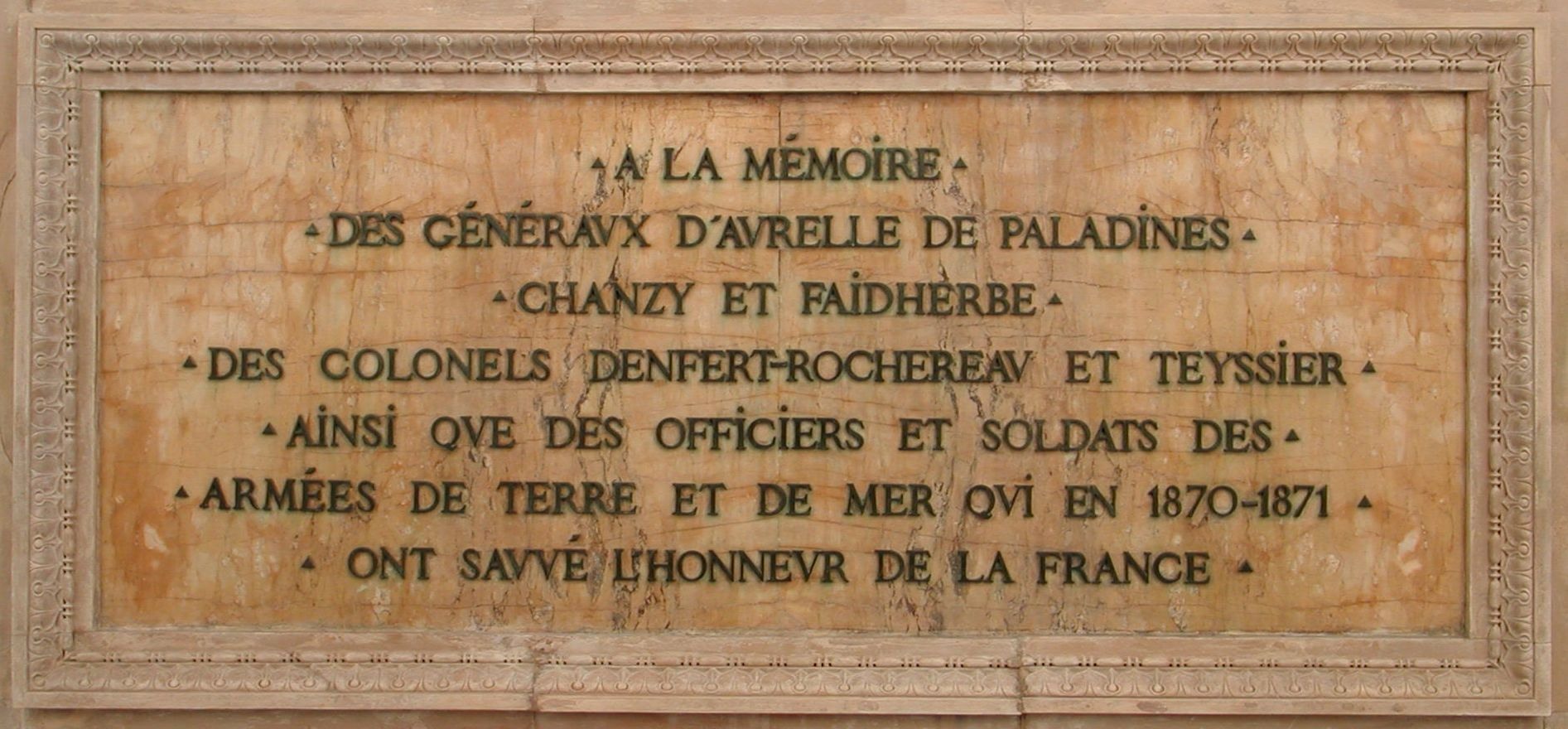
Inscripció al Panteó, París

- titular de la medalla medalla de la Reina del Regne Unit per Crimea
- medalla d'Itàlia
- condecorat de l'orde dels Sant Maurici i Sant Llàtzer de Sardenya
- Jordi V, antic rei de Hanovre, li confereix el 22 de novembre de 1873 la dignitat de comandant de 2a classe de l'Orde d'Ernest-Auguste
- a Bitche, en el seu honor, s'ha fundat un liceu (centre d'ensenyament secundari) que duu el seu nom: el Lycée Teyssier.
- a Albi, un «carrer de Bitche», un "bulevard Montebello" i una avinguda porta el seu nom.
- Al Panteó de París, sota l'urna on descansa el cor de Léon Gambetta, una inscripció ret homenatge als generals de la Guerra de 1870:

## Filmografia
- La Forteresse assiégée de Gérard Mordillat, 2006